# Sofikalna mezi
Sofikalna mezi este o arie protejată (arie specială de conservare — SAC, sit de importanță comunitară — SCI, arie de protecție specială avifaunistică — SPA) din Letonia întinsă pe o suprafață de 52,19 ha, integral pe uscat.

## Localizare
Centrul sitului Sofikalna mezi este situat la coordonatele 57°20′25″N 27°17′03″E / 57.3403°N 27.2841°E.

## Înființare
Situl Sofikalna mezi a fost declarat arie de protecție specială avifaunistică în decembrie 2003 pentru a proteja . Alte tipuri de protecție:
- sit de importanță comunitară (în mai 2004)
- arie specială de conservare (în mai 2004)[1][3][4]

## Biodiversitate
Situată în ecoregiunea boreală, aria protejată conține 3 habitate naturale: Taiga vestică, Păduri caducifoliate bătrâne naturale hemiboreale fino-scandinave (Quercus, Tilia, Acer, Fraxinus sau Ulmus) bogate în specii epifite, Păduri aluvionare cu Alnus glutinosa și Fraxinus excelsior (Alno-Padion, Alnion incanae, Salicion albae).
La baza desemnării sitului se află un număr nedeclarat de specii protejate:
Pe lângă speciile protejate, pe teritoriul sitului au mai fost identificate 3 specii de plante.